# Ewenny
Ewenny (en anglais) ou Ewenni (en gallois) est un village et une communauté du Vale of Glamorgan, au pays de Galles. Il est situé dans l'ouest du borough de comté, sur l'Ewenny (en), un affluent de l'Ogmore (en) qui forme la frontière du borough de comté de Bridgend. La ville de Bridgend se trouve à 2 km au nord.
Le village se développe au Moyen Âge autour d'un prieuré bénédictin (en).

## Démographie
Au recensement de 2011, la communauté d'Ewenny, qui comprend aussi le village de Corntown (en), comptait 768 habitants.